# 비포 위 고
《비포 위 고》(영어: Before We Go)는 2014년 공개된 미국의 로맨틱 드라마 영화이다. 이 영화는 2014년 9월 12일 제39회 토론토 국제 영화제 특별 프리젠테이션 부문에서 세계 초연되었다. 2015년 7월 21일 VOD로 개봉되었으며, 2015년 9월 4일 미국에서 제한적으로 극장 개봉되었다.

## 줄거리
뉴욕의 그랜드 센트럴 터미널에서 버스킹을 하던 닉은 기차를 놓친 브룩이 휴대폰을 떨어뜨리는 것을 목격한다. 브룩은 망가진 휴대폰을 돌려받으러 다시 역으로 돌아온다. 브룩은 소매치기를 당해 뉴욕에 발이 묶였다고 털어놓고, 닉은 그녀에게 보스턴으로 가는 택시비를 대주려 하지만 그의 카드는 작동하지 않는다. 친구에게 돈을 빌리려 전화하려 하지만 휴대폰마저 방전된다. 닉은 밤을 지낼 방을 제안하지만, 브룩은 아침까지 보스턴에 가야 한다고 고집한다.
닉은 브룩의 가방을 찾아주기로 결심하고 도난 가방을 취급하는 불법 작업장을 찾아낸다. 그곳에 들어가 가방을 찾으려 하는 동안 브룩은 공중전화로 남편에게 전화를 한다. 그 후 브룩은 경찰에게 작업장을 조사하도록 설득하고, 작업장 주인들은 겁을 먹고 닉을 때리고 가방을 들고 도망친다. 
닉과 브룩은 돈을 빌릴 희망으로 닉의 친구 결혼 피로연으로 향한다. 가는 길에 두 사람은 뉴욕에 오게 된 이유를 서로에게 이야기한다. 브룩은 그림을 팔고 남편에게 일찍 집에 돌아가는 서프라이즈를 준비하려던 참이었고, 닉은 꿈에 그리던 밴드 오디션을 앞두고 있었다.
피로연에 가는 대신, 두 사람은 밴드 멤버로 오해받는 행사에서 즉흥적으로 공연을 하게 된다. 하지만 진짜 밴드가 나타나자 도망친다. 보스턴행 버스비를 구할 마지막 시도가 실패한 후, 브룩은 친구에게 전화를 걸어 남편에게 보낸 편지를 가져다 달라고 부탁한다. 편지를 읽고 싶지 않다는 것이다.
문제가 해결되자 브룩은 닉의 전 여자친구 한나 앞에서 그의 여자친구인 척하며 피로연에 함께 가겠다고 제안한다. 그러나 닉은 한나와 그녀의 새로운 남자친구를 보자 갑자기 자리를 떠난다. 닉은 한나에게 결혼 프로포즈를 거절당한 후 6년 만에 처음 보는 것이라고 설명한다. 브룩의 설득으로 닉은 다시 한나에게 가서 그녀가 임신했다는 사실을 알고 마침내 과거를 정리한다.
뉴욕 거리를 헤매던 두 사람은 우연히 점술가를 만나 브룩은 그의 휴대폰을 빌려 친구가 편지를 가져오지 못했다는 것을 알게 된다. 점술가를 떠난 후 브룩은 남편의 외도를 알게 되었고, 남편이 그 관계를 정리했다고 생각했지만 다시 그 여자를 만나러 간다는 사실을 알게 되어 남편과의 결혼을 끝내는 편지를 쓰고 뉴욕으로 왔다고 털어놓는다. 그러나 남편이 일찍 돌아온다는 전화를 받고 그의 외도가 끝났을지도 모른다고 생각한 것이다.
식당에서 닉은 브룩의 남편이 그녀가 왜 편지를 썼는지 이해할 것이라고 이야기한다. 결혼 생활이 끝날까 봐 걱정된 브룩은 식당 뒤로 몰래 빠져나가 공항으로 가는 택시를 잡으려고 한다. 닉은 브룩이 자신을 버리고 가려 한 것에 화를 내며 다투지만, 결국 닉의 친구 호텔방으로 가게 된다. 그들은 밤의 모험에서 쌓인 긴장을 풀고 키스를 나누며 방에 있는 그림 뒷면에 낙서를 하고 밤을 되돌아본다.
다음 날 아침, 그들은 다시 기차역으로 간다. 헤어지기 직전, 닉은 공중전화로 과거의 자신에게 전화를 걸어 한 여자를 만나게 될 것이고 그녀가 그에게 필요할 것이라고 말한다. 그들은 마지막 키스를 나누고 헤어진다. 브룩은 집으로 돌아가는 길에 호텔에서 작성했던 숙박 서비스 설문지를 발견하고, 뒷면에 있는 내용을 읽고 미소를 짓는다.

## 출연
- 크리스 에번스 - 닉 본 역
- 앨리스 이브 - 브룩 돌턴 역
- 에마 피츠패트릭 - 해나 뎀프시 역
- 마크 캐슨 - 대니 역
- 대니얼 스핑크 - 타일러 역
- 일라이자 모얼랜드 - 콜 역
- 존 컬럼 - 해리 역
- 스콧 에번스 - 콘시어지 역